# Steinach am Brenner
Steinach am Brenner ist eine Marktgemeinde mit 3661 Einwohnern (Stand 1. Jänner 2025) im Bezirk Innsbruck-Land in Tirol (Österreich). Die Gemeinde liegt im Gerichtsbezirk Innsbruck.

## Geografie

### Lage
Steinach liegt im nördlichen Teil des Wipptals an der Mündung des Gschnitztals, am Fluss Sill, etwa 20 km südlich von Innsbruck. Dominierend ist die barocke Pfarrkirche mit mächtiger Doppelturmfassade und neuromanischer Vorhalle.
Der geschlossene Ortskern liegt an der Brennerstraße B 182, daneben verteilt sich die Besiedlung auf zahlreiche Weiler und Höfe, mit Neubauten, die in den letzten Jahren entstanden.

### Gemeindegliederung
Das Gemeindegebiet umfasst folgende drei Ortschaften (in Klammern Einwohnerzahl Stand 1. Jänner 2025):
- Mauern (560)
- Stafflach (289)
- Steinach am Brenner (2812)

Die Gemeinde besteht aus der Katastralgemeinde Steinach.
Neue Siedlungen befinden sich am Höhenweg, Hochacker, Schlurnweg und in Erlach.

### Nachbargemeinden
| Matrei am Brenner |                                             | Navis   |
| Trins             | Kompassrose, die auf Nachbargemeinden zeigt | Schmirn |
|                   | Gries am Brenner                            | Vals    |

### Klima
|                        | Jan  | Feb  | Mär  | Apr  | Mai  | Jun  | Jul  | Aug  | Sep  | Okt  | Nov  | Dez  |   |      |
| Mittl. Temperatur (°C) | −2,7 | −2,1 | 1,2  | 4,9  | 10,1 | 13,1 | 15,2 | 14,4 | 10,6 | 6,9  | 1,4  | −1,8 | ⌀ | 6    |
| Mittl. Tagesmax. (°C)  | 1,1  | 2,3  | 6,2  | 10,3 | 15,7 | 18,9 | 21,3 | 20,3 | 16,0 | 11,5 | 5,0  | 1,5  | ⌀ | 10,9 |
| Mittl. Tagesmin. (°C)  | −5,5 | −5,2 | −2,2 | 1,1  | 5,7  | 8,3  | 10,3 | 10,2 | 7,0  | 3,8  | −1,2 | −4,3 | ⌀ | 2,4  |
|                        |      |      |      |      |      |      |      |      |      |      |      |      |   |      |
| Niederschlag (mm)      | 31   | 29   | 42   | 53   | 74   | 110  | 122  | 121  | 72   | 61   | 61   | 42   | Σ | 818  |
|                        |      |      |      |      |      |      |      |      |      |      |      |      |   |      |
| Luftfeuchtigkeit (%)   | 63,7 | 58,5 | 52,6 | 49,5 | 48,7 | 49,8 | 48,8 | 52,2 | 56,9 | 61,5 | 67,6 | 69,4 | ⌀ | 56,6 |

| −5,5 |

| −5,2 |

| −2,2 |

| 1,1 |

| 5,7 |

| 8,3 |

| 10,3 |

| 10,2 |

| 7,0 |

| 3,8 |

| −1,2 |

| −4,3 |

| −5,5 |

| −5,2 |

| −2,2 |

| 1,1 |

| 5,7 |

| 8,3 |

| 10,3 |

| 10,2 |

| 7,0 |

| 3,8 |

| −1,2 |

| −4,3 |

## Geschichte

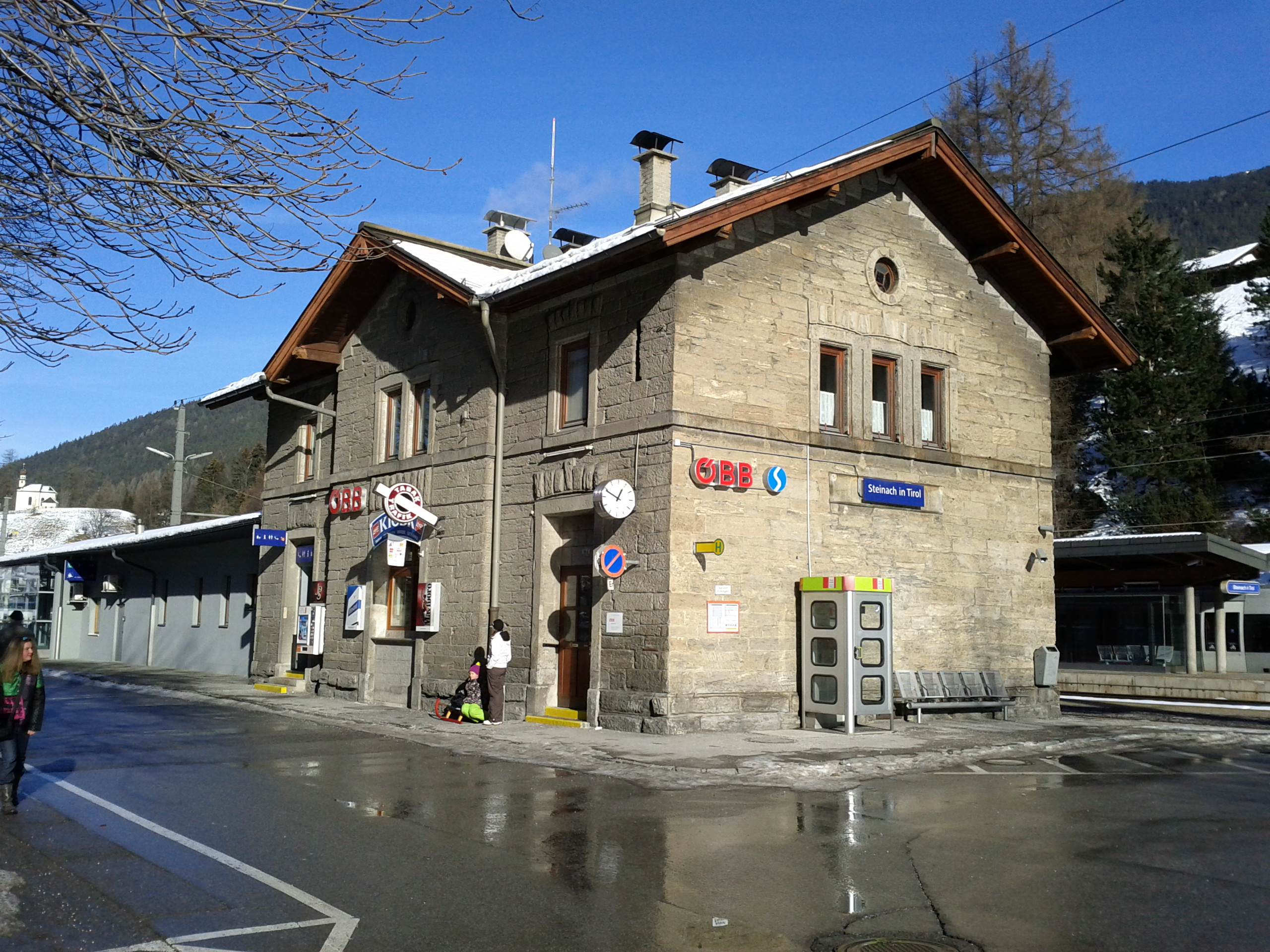
Denkmalgeschütztes Aufnahmsgebäude des Bahnhofes Steinach am Brenner

Der Name Steinach (früher „Steina“) stammt von den vielen großen Steinen („Bachfindlinge“). Erstmals urkundlich erwähnt wurde die Siedlung, die damals noch zum Gericht Matrei gehörte, im Jahr 1242: In den Imbreviaturen des Bozener Notars Jakob Haas aus diesem Jahr belehnte Heinrich von Welsberg den Kuno von Matrei mit einer „hůabe ad Stainach“. Der Gerichtssitz wurde später nach Aufenstein am Eingang des Navistals und 1349 nach Steinach verlegt, wo bis 1977 das Bezirksgericht bestand.
Bereits 1407 wurde Steinach als Markt bezeichnet, die offizielle Markterhebung erfolgte erst 1936. Im Zweiten Weltkrieg erlitt der Ort größere Bombenschäden (Bombardements der Eisenbahnstrecke, Zerstörung mehrerer Wohnhäuser und der Lederfabrik Kirchebner). In Steinach verweilten auch einige bekannte Persönlichkeiten wie der Kurfürst Max Emanuel, und auch Andreas Hofer schlug mehrere Male sein Hauptquartier in der Marktgemeinde auf.
Die Lage an der wichtigen Nord-Süd-Achse über die Alpen machte Steinach zum Hauptort des Nordtiroler Wipptals. Dadurch war der Ort besonders in der zweiten Hälfte des 20. Jahrhunderts vom Durchgangsverkehr belastet. Der Bau der Brennerautobahn 1971 konnte eine gewisse Abhilfe schaffen.

### Bevölkerungsentwicklung
EinwohnerJahr10001500200025003000350040001860189019201950198020102040EinwohnerEinwohnerentwicklung von Steinach am Brenner

## Kultur und Sehenswürdigkeiten
- Schloss Steinach am Brenner

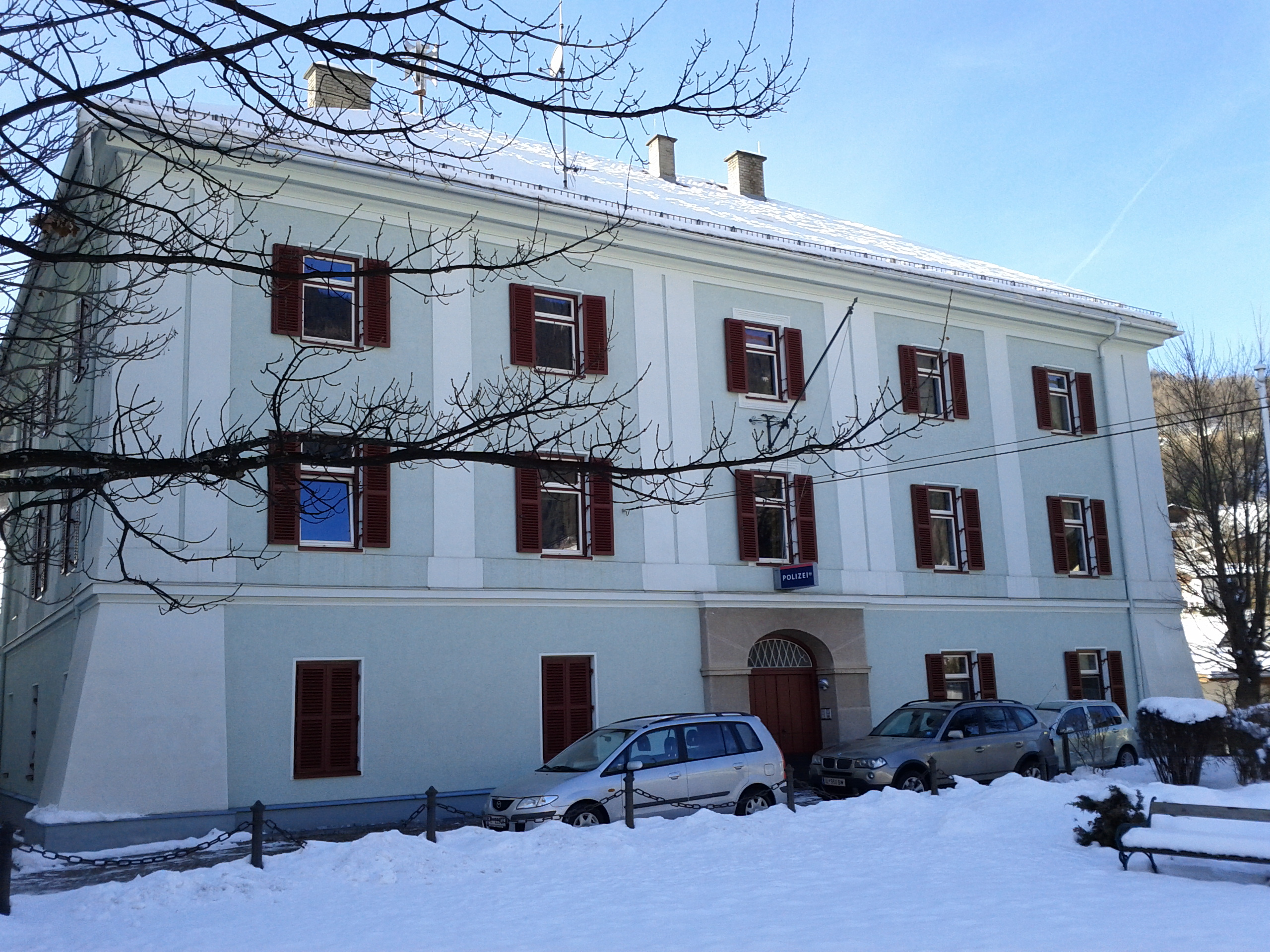
Schloss Steinach am Brenner, ehemaliges Bezirksgericht, heute Polizeistation

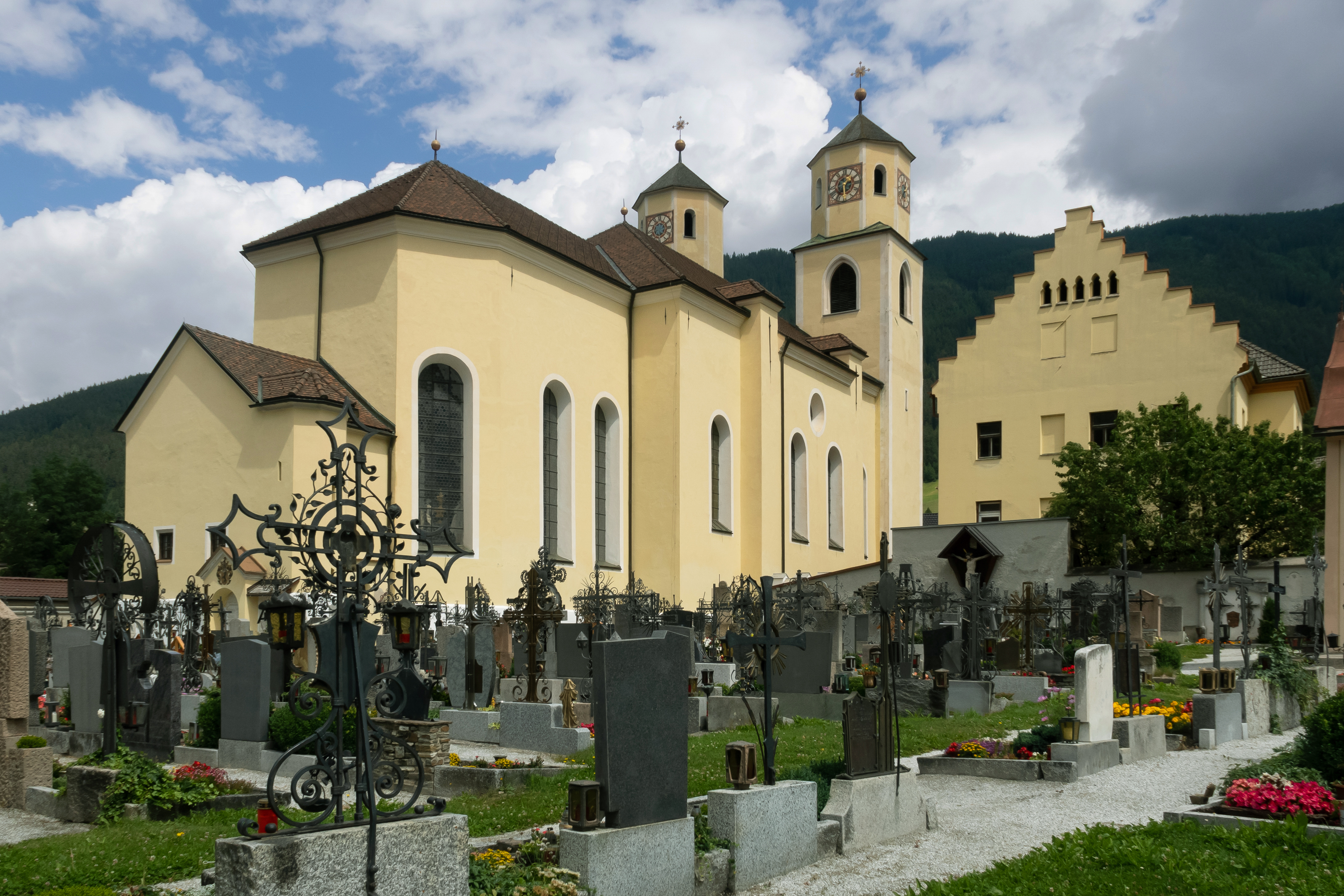
Pfarrkirche Steinach am Brenner

- Katholische Pfarrkirche Steinach am Brenner hl. Erasmus

## Wirtschaft und Infrastruktur

### Verkehr
Steinach hat einen Anschluss an die Brennerautobahn A 13 und an die Brennerbahn mit einem Bahnhof. Bemerkenswerterweise wurde der Bahnhof von den Österreichischen Bundesbahnen als „Steinach in Tirol“ bezeichnet. So liest man es auf den Schildern am Bahnhof und auch im Liniennetz des VVT, im Fahrplan indessen Steinach a. Br. Bahnhaltestelle und im ÖBB-Fahrplan Steinach am Brenner Bahnhof.
Steinach liegt auf der Linie  der S-Bahn Tirol zwischen Innsbruck und Brenner. Vom Bahnhof Steinach gibt es sehr gute Busverbindungen in die Seitentäler Gschnitztal 4146, Obernbergtal 4145, Schmirn- 4144 und Valsertal 4144.

### Ansässige Unternehmen
- Orgelbau Pirchner, Raffl Bergbahnen Bergeralm, Türen Koch, Raffl Stahlbau

### Sportliche Einrichtungen
Die Gemeinde verfügt über einen Schießstand, ein beheiztes Freischwimmbad, öffentlich zugängliche Hallenbäder, eine Eishalle, Fußball-/Tennisanlagen und ein sehr modernes Skigebiet.

### Tourismus
Der Ort Steinach gehört zum Tourismusverband Wipptal, dessen Verbandsgebiet neben der Orte im Haupttal auch die Seitentäler des nördlichen Wipptals umfasst. Im Rathaus in Steinach befindet sich das Hauptbüro des Verbandes und das größte Info-Büro für Gäste. Steinach ist vor allem geprägt von der Ski- und Freizeitarena Bergeralm, dem einzigen Skigebiet im nördlichen Wipptal. Zahlreiche Wanderwege, Almen und Berghütten in der Umgebung, der Eingang zum Gschnitztal und vor allem die Ski- und Freizeitarena Bergeralm machen den Ort zu einer Sommer- und Wintertourismusgemeinde.
Im Ortskern befinden sich mehrere Hotels mit Übernachtungsmöglichkeit. Dazu kommen noch einige Ferienwohnungen und Privatvermieter in Steinach und Umgebung. Weiters gibt es Gastronomiebetriebe aller Art.
Seit April 2016 gibt es auch ein interaktiv aufgebautes Informationszentrum zum Bau des Brenner Basistunnels, die „Tunnelwelten“, wo alles rund um den Tunnelbau erklärt wird. Die Baustelle des Brenner Basistunnels und die größte Deponie im Padastertal kann man im Rahmen von Führungen des Tourismusverbandes besichtigen.
- Winter: Im Winter kann man Eislaufen in der Indoor-Eishalle oder kann sich bei einer Partie Eisstockschießen versuchen.

Das Skigebiet Bergeralm zeigt eine hohe Dichte an Schneekanonen für die rund 30 Pistenkilometer, die von November bis April betrieben werden. Das vergleichsweise kleine Skigebiet hat sich vor allem auf Familien und Sportskifahrer konzentriert. Auf der Mittelstation gibt es ein „Kinderland“ mit „Zauberteppich“ und Übungspiste sowie eine kostenlose Kinderbetreuung im Panoramarestaurant. In ausgewählten Zeiträumen gibt es einen kostenlosen Kinderskikurs für 3- bis 5-Jährige. An drei Tagen in der Woche (Mittwoch, Freitag und Samstag) bietet das Skigebiet Nachtskifahren an. Außerdem gibt es eine beleuchtete Rodelbahn von der Mittelstation zur Talstation. An der Talstation gibt es eine Skischule, ein kleines Cafés, Après-Ski-Bars und auf der Mittelstation weitere drei Einkehrmöglichkeiten. Seit Herbst 2017 gibt es eine Kombibahn mit beheizten Sesseln und Gondeln von der Mittelstation zur Bergstation am Nösslachjoch. Sie ist die zweitschnellste Kombibahn Europas. Neben dem Skigebiet gibt es Winterwanderwege.
- Sommer: Die Bergeralm Bergbahnen betreiben im Sommer den Bikepark Tirol mit der Bikeschaukel und verschiedenen Downhillstrecken ins Tal. An der Talstation befindet sich ein Radverleih mit Service und Verkauf (wipprad) für MTB, Downhillbikes und E-Bikes. Für Familien ist die „Wasser- und Erlebniswelt Bärenbachl“ mit dem Waldthemenweg bei der Mittelstation ein Ausflugsziel. Wanderer können mit der Gondelbahn den Aufstieg zur Mittelstation abkürzen und seit 2017 mit der neuen Kombibahn bis zum Nösslachjoch auf ca. 2000 m aufsteigen. Rund um das Gebiet Bergeralm befinden sich viele Wanderwege und Einkehrmöglichkeiten in Hütten.

## Politik
Die letzten Bürgermeisterwahlen fanden gleichzeitig mit den Gemeinderatswahlen am 27. Feber 2022 statt.
Florian Riedl wurde im ersten Wahlgang (mit 60,09 %) zum Bürgermeister gewählt.
| Partei                                                | Prozent | Stimmen | Sitze im Gemeinderat |
| ----------------------------------------------------- | ------- | ------- | -------------------- |
| Allgemeine Heimatliste - Team FLORIAN RIEDL - AHL-VP  | 53,85 % | 986     | 8                    |
| Die Neue Kraft - DNK                                  | 27,47 % | 503     | 5                    |
| FREIE LISTE STEINACH - FLS                            | 3,82 %  | 70      | 0                    |
| Gemeinsam für Steinach-SPÖ und Unabhängige - GFS-SPOE | 12,23 % | 224     | 2                    |
| HEIMATLISTE NEU - HNO                                 | 2,62 %  | 48      | 0                    |

### Wappen
Das Gemeindewappen zeigt in einem blauen Schild einen nach rechts unten gewendeten goldenen Pfeil zwischen zwei goldenen Kugeln. Es wurde 1936 anlässlich der Markterhebung verliehen, aber bereits 1752 als Gerichtssiegel verwendet.

## Persönlichkeiten
- Ferdinand Adam von Pernau (1660–1731), Adliger, Geheimrat und Ornithologe sowie Übersetzer
- Martin Knoller (1725–1804), Maler
- Louis Avril (1807–1878), französischer Abgeordneter
- Franz Muigg (1808–1880), Kurat von Vinaders und Heimatforscher
- Ludwig Lantschner (1826–1913), Mediziner und Professor der Universität Innsbruck
- Josef von Stadl (1828–1893), Baumeister und Architekt
- Georg Luger (1849–1923), Waffentechniker
- Andreas Strickner (1863–1949), Maler
- Alfons Graber (1901–1990), Maler, arbeitete hier von 1944 bis zu seinem Tod
- Walter Riml (1905–1994), Kameramann und Schauspieler
- Max Bair (1917–2000), aus dem Ortsteil Puig, Interbrigadist im Spanischen Bürgerkrieg, Widerstandskämpfer gegen den Nationalsozialismus
- Heini Messner (1939–2023), Skiweltcupläufer, Trainer des ÖSV-Damenwunderteams der frühen 1970er Jahre, Gewinner des ersten Skiweltcuprennens der Geschichte und Bronzemedaillen-Gewinner 1972 in Sapporo / Japan
- Hubert Rauch (1947–2016), Politiker, ehemaliger Bürgermeister von Steinach
- Franz Oppurg (1948–1981), Bergsteiger, schaffte 1978 die erste Solobesteigung des Mount Everest
- Clemens Aigner (* 1993), Skispringer
- Hermann Holzmann (1906–1971), Volkskundler und Schriftsteller
- Josef Muigg 20. August 1894 in Kössen; † 1. August 1976